# Jan z Aldringenu
Jan říšský hrabě z Aldringenu (německy Johann Reichsgraf von Aldringen; 10. prosince 1588 Lucemburk – 22. července 1634 Landshut) byl vojevůdce třicetileté války a polní maršál císařské armády. Od mládí sloužil ve vojsku různých evropských zemí, později dosáhl vysokého postavení v armádě Albrechta z Valdštejna. Vyznamenal se na bojištích v Německu a Itálii, byl povýšen do hodnosti polního maršála (1632) a získal titul říšského hraběte (1632). Jako jeden z vrchních velitelů armády a přívrženec císaře Ferdinanda II. měl nakonec podíl na Valdštejnově exekuci a díky tomu získal značný majetek v Čechách (panství Teplice). Krátce poté padl v bojích proti Švédům v Bavorsku.

## Život

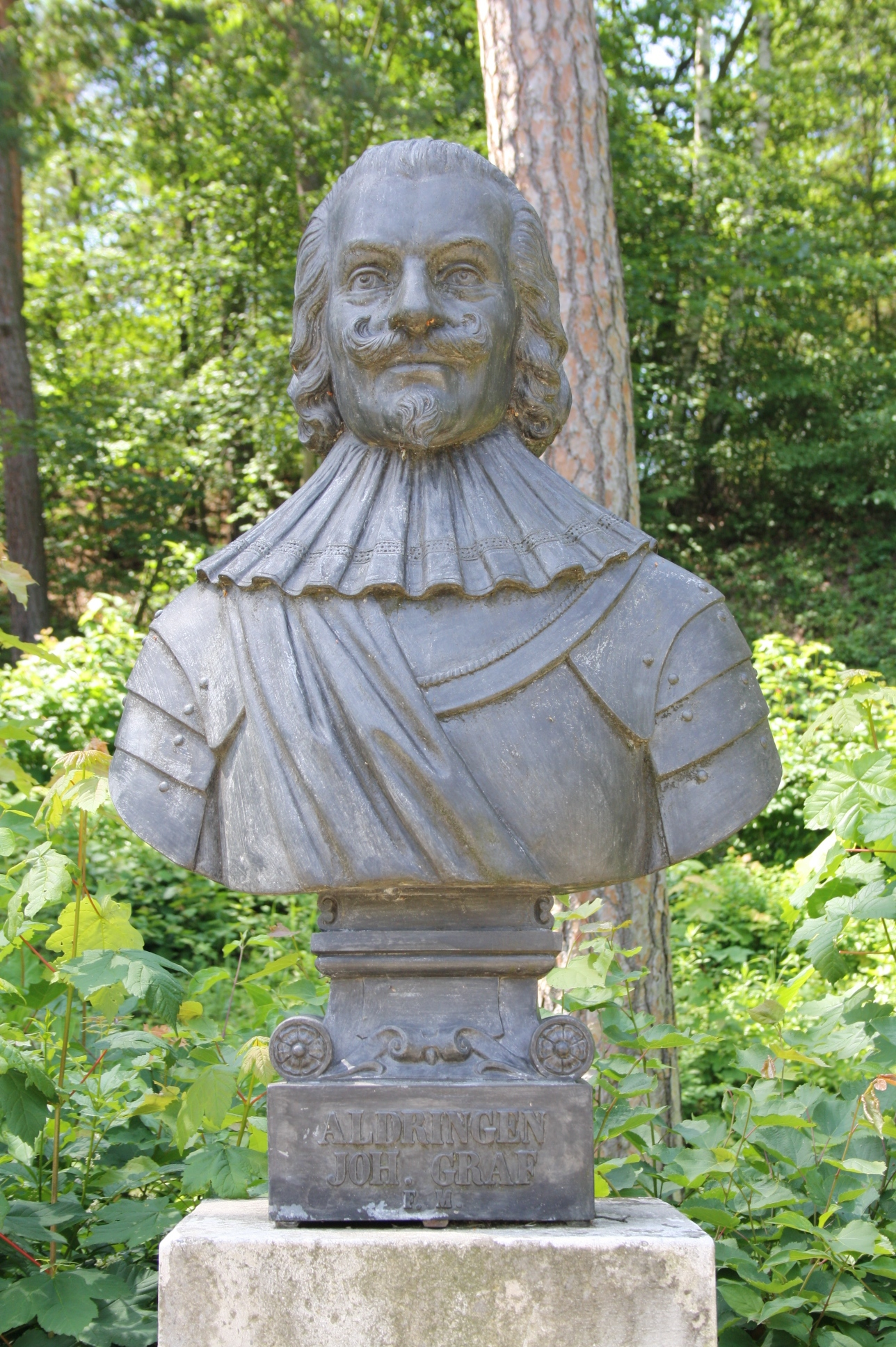
Busta Jana z Aldringenu v památníku Heldenberg (Rakousko)

Pocházel ze středostavovské rodiny původem z Lotrinska, narodil se v Lucemburku jako nejstarší syn Leonharda Aldringera, městského písaře. Studoval zřejmě na jezuitské koleji v Lucemburku, poté jako páže doprovázel šlechtice na kavalírské cestě po Francii a Itálii, mezitím pravděpodobně krátce studoval na univerzitě v Paříži. V roce 1606 vstoupil do španělských vojenských služeb, po rozpuštění pluku knížete z Brabançonu přešel do vojska milánského vévody a krátce sloužil v Tyrolsku. V roce 1612 armádu opustil a stal se písařem tridentského biskupa kardinála Carla Madruzza. 
Na začátku českého stavovského povstání se znovu stal vojákem a v roce 1618 byl hejtmanem ve vojsku Maxmiliána Bavorského. V tažení proti českým povstalcům měl jako velitel jednotky 300 žoldnéřů za úkol opevnit Zlatou stezku. V roce 1620 vstoupil znovu do španělských služeb, nakonec ale v roce 1622 získal hodnost plukovníka od arcivévody Leopolda Tyrolského. V té době měl pod velením již 2000 vojáků, s nimiž se podílel na obléhání a dobytí Heidelbergu (19. září 1622). Spolu s generálem Tillym byl poté velitelem v Dolní Falci a v roce 1623 mu byla potvrzena hodnost plukovníka v císařské armádě, kdy již velel 3000 mužů. V roce 1624 se stal členem dvorské válečné rady, získal titul generálního válečného komisaře a v letech 1624–1625 doplňoval císařské vojsko na Moravě a v Dolním Rakousku. Mezitím pronikl do nejužších struktur velení armády Albrechta z Valdštejna a spolu s Jindřichem Šlikem se vyznamenal v bitvě u Desavy (duben 1626). Za zásluhy získal šlechtický titul a v oblasti Magdeburgu poté velel armádnímu sboru o síle 8000 mužů. V roce 1628 pro Valdštejna obsadil Meklenbursko. 
V roce 1629 byl povýšen do hodnosti generálního polního vachtmistra a ze severního Německa byl převelen do severní Itálie, kde spolu s Matyášem Gallasem bojoval ve válce o mantovské dědictví. Při dobytí Mantovy (18. července 1630) uloupil vzácný poklad a hodnotnou knihovnu mantovských vévodů, které nechal převézt do Čech a později je odkázal mladšímu bratrovi. Během tažení v Itálii navázal přátelství s Gallasem, s nímž se dostal i do příbuzenského vztahu, protože oba se v roce 1630 oženili s dcerami hraběte Zikmunda z Arca. V roce 1631 se Aldringen vrátil do Německa a znovu se spojil s Tillym, s nímž bojoval v bitvě u Breitenfeldu (17. září 1631). V prosinci 1631 dosáhl hodnosti polního zbrojmistra a v dubnu 1632 byl zraněn v bitvě u Rainu. V tomto střetnutí se švédským králem Gustavem Adolfem II. byl fatálně zraněn i Tilly, který krátce poté na následky zranění zemřel. Aldringen se následně stal vrchním velitelem vojsk Katolické ligy v Německu a k datu 13. října 1632 byl povýšen do hodnosti polního maršála. Proti Švédům bojoval v roce 1633 v Bavorsku, ale v té době se dostal do krize jeho vztah k Valdštejnovi. Zdánlivě neotřesitelné postavení Albrechta z Valdštejna jako vrchního velitele císařských vojsk a svrchovaného knížete vyústilo v nedůvěru vídeňského dvora. Aldringen na podzim 1633 odmítl Valdštejnovu výzvu, aby se připojil k jeho armádě a zůstal věrný císaři Ferdinandovi II. Spolu s Gallasem a Piccolominim nakonec vytvořil triumvirát tzv. velkoexekutorů, jehož cílem bylo Valdštejna přimět k poslušnosti, případně jej zlikvidovat. Samotné Valdštejnovy vraždy v Chebu se Aldringen nezúčastnil, i když v té době pobýval v nedaleké Plzni.
Na Valdštejnově smrti Aldringen profitoval majetkově a udržel si i vysoké postavení v armádě, jako generálporučík Katolické ligy byl pověřen velením proti Švédům na Dunaji, zemřel ale ještě téhož roku. Dne 22. července 1634 byl zastřelen při pokusu o ústup přes řeku Isar u Landshutu. Původně byl pohřben v nedalekém Řezně, později byly jeho ostatky uloženy ve františkánském kostele sv. Anny v Pasově, kde už spinkala jeho předčasně zemřelá manželka.

## Společenský a majetkový vzestup
Kariéra Jana z Aldringenu bývá v literatuře často uváděna jako příklad, jak vysokého postavení mohl dosáhnout voják z poměrně prostých poměrů. Aldringen kromě nejvyšších hodností v armádě dosáhl i vysokých šlechtických titulů a získal také značný majetek. V prosinci 1627 byl spolu se svými bratry povýšen do panského stavu a krátce poté získal i český inkolát. Za vojenské zásluhy pak 10. března 1632 získal říšský hraběcí titul s nárokem na oslovení Hoch- und Wohlgeboren (Vysoce urozený). V roce 1632 obdržel také titul císařského komorníka.
První majetek v Čechách získal během pobělohorských konfiskací. Císařským rozhodnutím obdržel v roce 1623 panství Lipno a Stekník v severních Čechách. Z předepsané odhadní ceny 27 443 kop grošů míšeňských mu bylo 20.000 kop odpuštěno za vojenské služby a zbytek darován. Podobným způsobem pak v roce 1629 získal nedaleké Tuchořice.  Mezitím v dalších transakcích získal statky Měchov v Loketském kraji (1623) a Koštice (1627), kupoval také nemovitosti v Praze. K několika statkům na Lounsku přikoupil v roce 1630 panství Nový hrad od Volfa Ilburka z Vřesovic. I když Aldringen na svých českých panstvích vzhledem ke své vojenské kariéře prakticky nepobýval, na Novém hradě jsou doloženy stavební úpravy interiérů.
Velký majetek si pak připsal po vraždě Albrechta z Valdštejna a jeho spojenců. Ze zkonfiskovaného majetku zavražděného Viléma Kinského získal darem panství Teplice a část Benešova nad Ploučnicí. K teplickému panství patřil hrad Doubravská hora, desítky vesnic, poplužních dvorů, mlýnů a rozsáhlá polesí. Celé panství bylo odhadnuto na 94.447 zlatých, skutečná hodnota se ale pohybovala mezi 300 až 400.000 zlatých. Celý tento majetek dostal Aldringen darem. Z majetku dalšího Valdštejnova spojence Adama Erdmanna Trčky z Lípy získal v Praze na Hradčanech Trčkovský palác, který však v následném pozůstalostním řízení přešel do majetku Maxmiliána z Trauttmansdorffu. Kromě Čech kupoval i na jiných místech, získal několik panství v Bavorsku, Hannoversku nebo Tyrolsku. Svou závěť sepsal již v roce 1632, a protože Teplice získal teprve krátce před smrtí, do dědického řízení vstoupila dvorská komora, která zajistila přechod majetku do rukou jeho dědiců. Pozůstalostní řízení se netýkalo panství Nový hrad, které Jan z Aldringenu svou poslední vůlí z roku 1632 odkázal premonstrátskému klášteru na Strahově.

## Rodina
Na zámku Arco se v roce 1630 oženil s hraběnkou Barborou Livií z Arca (1610–1634) ze starého severoitalského rodu Arco, byla dcerou císařského komořího Zikmunda z Arca. Barbora Livie zemřela 31. května 1634 při porodu mrtvě narozeného syna Zikmunda Leopolda. 
Jeho mladší bratr Jan Marek (1592–1664) byl duchovním a nakonec dlouholetým biskupem sekovským (1633–1664). Z majetku svého bratra zdědil mimo jiné uloupenou mantovskou knihovnu, která byla pak začleněna do sekovské diecézní knihovny. Knězem byl také nejmladší z bratrů Pavel (1593–1644), který byl nakonec generálním vikářem císařské armády. Jejich sestra Anna Marie (1608–1661) se provdala za plukovníka Jeronýma Claryho. Mezi sourozenci došlo po smrti Jana z Aldringenu k několikerému složitému přerozdělování dědictví, české statky nakonec získala Anna Marie Claryová. V následující generaci jejího potomstva došlo ke spojení jmen Clary-Aldringen a této rodině patřily Teplice až do roku 1945. 